# Соціалістична народна партія (Данія)
Соціалістична народна партія (дан. Socialistisk Folkeparti) — ліва партія у Данії, заснована 15 лютого 1959 виключеними з Компартії помірними на чолі з колишнім головою ККД (і агентом ЦРУ) Акселем Ларсеном.
СНП була піонером скандинавського «народного соціалізму», що шукав серединний шлях між прорадянськими комуністами і прозахідними соціал-демократами. На виборах 1966 досягла піку популярності (10,9% голосів) завдяки непарламентській роботі у русі за мир і проти ядерної енергетики, але розтратила свою популярність через участь у коаліції з соціал-демократами, які підтримували антиробітничі заходи. У 1967 році її залишила значна частина активу, яка створила нову марксистську партію «Ліві соціалісти». СНП відновила свій вплив у 1980-х роках, але незабаром знайшла більш радикального конкурента на лівому фланзі в особі Червоно-зеленої коаліції, що включає «Лівих соціалістів», Компартію і Соціалістичну робітничу партію.
Голова з 2005 року — Віллі Сьовндаль. До керівництва СНП входить також Оле Сон (нині міністр торгівлі і росту), з 1987 по 1991 рік очолював Компартію. У 2007 року нараховувала понад 10 тисяч членів, на парламентських виборах отримала 13,0% голосів і 23 місця з 179. Має 1 депутата у Європарламенті скликання 2004 року. Підтримувала ряд лівоцентристських урядів.
На парламентських виборах 15 вересня 2011 партія отримала 326 192 (9,2%) голосів і 16 місць у Фолькетінгу. Тим не менш, завдяки успішним для лівоцентристської коаліції у цілому виборам СНП опинилася у складі правлячої коаліції Гелле Торнінг-Шмітт.
Молодіжна організація — Молодь соціалістичної народної партії (Socialistisk Folkepartis Ungdom, SFU).